# Ketzer – Tödliches Wissen über die Bewegungen der Erde
Ketzer – Tödliches Wissen über die Bewegungen der Erde (jap.: チ。―地球の運動について― Chi -Chikyū no Undō ni Tsuite-) ist eine Mangareihe von Mangaka Uoto, die in Japan von 2020 bis 2022 erschien. Die im Europa des 15. Jahrhunderts angesiedelte Geschichte erzählt über von der Kirche verbotene Forschungen und wurde in Japan für viele Preise nominiert und mit dem Osamu-Tezuka-Kulturpreis ausgezeichnet. Seit 2024 wird eine Anime-Adaption ausgestrahlt.

## Inhalt
Im Europa des 15. Jahrhunderts bringt die aufblühende Renaissance viele neue Entdeckungen mit sich. Doch manche werden für ihre häretischen Ansichten verfolgt oder sogar verbrannt. Der Junge Rafal wächst im Königreich P auf und zeigt sich als vielversprechender Theologe, der sich nebenher jedoch auch für Astronomie interessiert. Dann begegnet er zu dessen Freilassung Hubert, einem Bekannten und früheren Schüler seines Vaters, der wegen häretischer Ansichten gefoltert wurde. Als der Rafals Interesse an Astronomie bemerkt, zwingt Hubert ihn, ihm bei seinen verbotenen Studien zur Bewegung der Erde zu helfen. Bald schon erwacht in dem jungen Mann eine eigene Begeisterung für die verbotene Forschung. Hubert wird bald erneut festgenommen und auch Rafal gerät in Gefahr. Er hat einige Aufzeichnungen Huberts aufbewahrt und wollte nun eigentlich Astronomie studieren. Doch sein Vater bringt ihn in Sorge um ihn davon ab. Heimlich schmiedet der Junge einen Plan, die Welt vom heliozentrischen Weltbild zu überzeugen. Doch werden Rafals Aufzeichnungen durch seinen Vater entdeckt. Er korrigiert sie sogar heimlich, verrät seinen Sohn aber doch an die Inquisition, weil er auf milde Strafe hofft. Rafal will erst widerrufen, um weiterleben und forschen zu können. Doch zum Prozess entscheidet er sich um der Wahrheit willen, auf seinen Forschungsergebnissen zu bestehen. Vor seiner Hinrichtung bringt er sich selbst mit Mohn um. Seine Aufzeichnungen hat er sorgsam versteckt, sodass sie zehn Jahre später schließlich von anderen gefunden werden können.

## Veröffentlichungen
Die Serie erschien zunächst ab dem 14. September 2020 in einzelnen Kapiteln im Magazin Big Comic Spirits. Diese Veröffentlichung wurde am 18. April 2022 abgeschlossen. Shogakukan brachte den Manga auch gesammelt in acht Bänden heraus.
Eine deutsche Fassung erschien von März 2023 bis April 2025 vollständig bei Altraverse. Die Übersetzung stammt von Ruben Grest. Bei Seven Seas Entertainment wird eine englische Fassung herausgegeben, bei Milky Way Ediciones eine spanische und bei Dynit eine italienische.
Im Juni 2022 wurde angekündigt, dass der Manga eine Umsetzung als Anime-Serie erhalten soll. Seit 2024 produziert Madhouse unter der Regie von Kenichi Shimizu den Anime, der seit dem 5. Oktober 2024 beim Sender NHK General ausgestrahlt werden.

## Rezeption
2022 wurde die Serie mit dem Hauptpreis der Osamu-Tezuka-Kulturpreis ausgezeichnet. Im gleichen Jahr wurde sie für den Kodansha-Manga-Preis und den Shogakukan-Manga-Preis nominiert. Außerdem erhielt der Manga Nominierungen für den Manga Taishō 2021 und 2022 und landete in der Wertung auf Platz 2 und 5. 2021 wurde die Serie für den Next Manga Award nominiert und landete auf Platz 10. 2023 wurde die Serie mit dem Seiun-Preis ausgezeichnet.